# Memorial to Heroes of the Marine Engine Room
Het Memorial to Heroes of the Marine Engine Room is een monument aan de Pier Head te Liverpool, ter nagedachtenis aan personen die omkwamen tijdens hun werk in de scheepsmachinekamer. Het monument is opgericht in 1916 en ontworpen door William Goscombe John.

## Geschiedenis
Oorspronkelijk was het monument bedoeld voor de scheepswerktuigkundigen die omkwamen bij de ramp van de Titanic (1912). Vanwege de slachtoffers die tijdens de Eerste Wereldoorlog ook op zee vielen, werd ervoor gekozen om dit uit te breiden naar (Britse) machinekamer-slachtoffers in het algemeen. Het is hiermee in de Britse traditie een uitzonderlijk vroeg monument dat gewijd was aan de 'heroïsche werkende man'.
In 2012 vond een restauratie plaats en werd een informatiebord toegevoegd. Beschadigingen als gevolg van een bom uit de Tweede Wereldoorlog werden bewust in stand gehouden.

## Uiterlijk

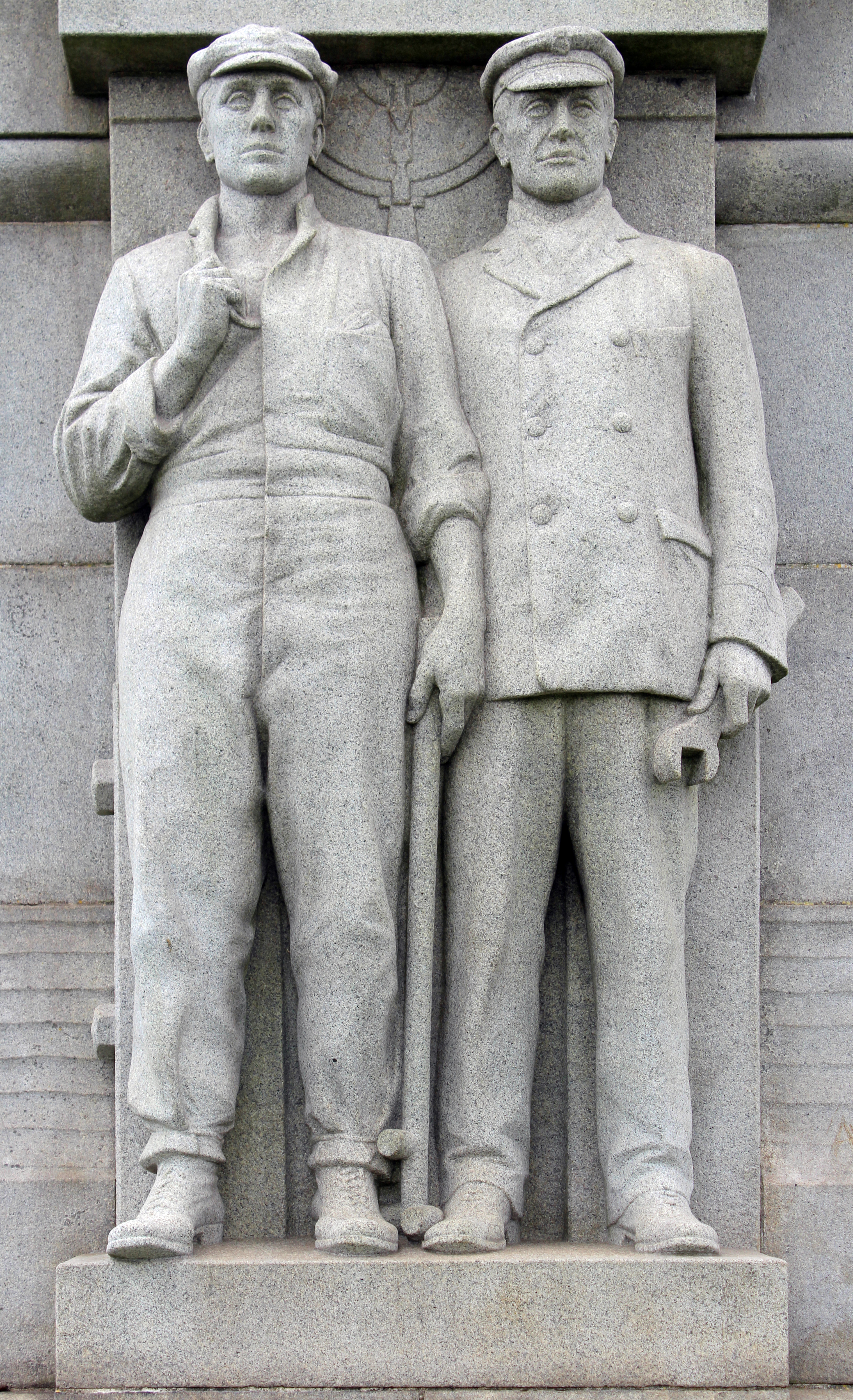
Detail, twee werktuigkundigen.

Het monument heeft als basis een granieten obelisk van 14,5 meter hoog. Aan de westkant zijn twee figuren van werktuigkundigen te zien; aan de oostkant twee stokers. Op de hoeken zijn de vier elementen verbeeld.
De zuidkant heeft de volgende inscriptie:
THE BRAVE DO NOT DIE/ THEIR DEEDS LIVE ON FOREVER/ AND CALL UPON US/ TO EMULATE THEIR COURAGE/ AND DEVOTION TO DUTY
De tekst in het noorden luidt:
IN HONOUR OF/ ALL HEROES OF THE/ MARINE ENGINE ROOM/ THIS MEMORIAL/ WAS ERECTED BY/ INTERNATIONAL SUBSCRIPTION/ MCMXVI